# متحف آتشيه
متحف آتشيه المعروف باسم متحف ولاية آتشيه أو متحف باندا آتشيه هو متحف في باندا آتشيه في إندونيسيا. يعد أحد أقدم المتاحف في إندونيسيا.

## التارخ

### الفترة الاستعمارية
كان المبنى الأصلي لمتحف آتشيه على شكل منزل مسرحي تقليدي من آتشيه (آتشيه روموم آتشيه). تم استخدام هذا المبنى في الأصل باعتباره جناح آتشيه في أرض المعرض الاستعماري في سمارانغ من 13 أغسطس إلى 15 نوفمبر 1914. كان القصد الأصلي هو تفكيك منزل المسرح ونقله إلى هولندا.
عرض الجناح القطع الأثرية الآتشينية، ومعظمها مجموعة خاصة من مقتنيات الأثنوغرافي فريدريك ستاميسهاوس، الذي أصبح في عام 1915 أول أمين لمتحف أتشيه. خلال هذا المعرض تمكن جناح آتشيه من أن يصبح أفضل جناح. بسبب هذا النجاح اقترح ستاميشوس الحاكم المدني والعسكري لأتشيه إعادة الجناح إلى آتشيه واستخدامه كمتحف.
أعيد المبنى إلى كوتاراجا (الآن باندا آتشيه) في آتشيه، ومنذ 31 أغسطس 1915 تم افتتاحه رسميًا على إسبيلاندي كوتاراجا، وكان ستاميشوس أول أمين لمتحف. بقي ستاميسهاوس أمينة المتحف حتى عام 1933.
بعد تقاعده باع ستاميشوس مجموعته الشخصية المكونة من 1.300 قطعة أثرية إلى المعهد الاستعماري في أمستردام، الذي أصبح الآن متحف تروبين. في هذه المجموعة كانت هناك العديد من المعالم البارزة من القطع الأثرية في آتشيه، بما في ذلك المجوهرات الذهبية والأسلحة الآتشينية والتمائم والصور والأواني اليومية. الأكثر شهرة التي تم بيعها إلى متحف تروبين هو معطف تيوكو عمر الشخصي.

## فترة ما الاستعمار
بعد استقلال إندونيسيا أصبح المتحف ملكًا للحكومة الإقليمية في آتشيه. في عام 1969 وبمبادرة من تيوكو حمزة بن داهارا تم نقل متحف آتشيه من المكان القديم في بلانج بادانج إلى موقعه الحالي في جالان سلطان علي الدين محمودسيان على مساحة 10.800 متر مربع.
في عام 1974 تلقى المتحف صندوقًا ماليًا لإعادة تأهيل المتحف. تم استخدام الصندوق لترميم مبنى الجناح الأصلي وبناء مبنى جديد لمجمع المتحف. يحتوي هذا المبنى الجديد على غرفة للمعرض الدائم وقاعة مؤتمرات ومختبر ومكتبة ومكتب. كما تم استخدام أموال الصندوق لإضافة مجموعات للمتحف وللأبحاث ذات الصلة.
في 1 سبتمبر 1980 أصبح متحف آتشيه رسميًا متحفًا محليًا تحت اسم متحف ولاية آتشيه (المتحف الإندونيسي في ولاية آتشيه). تم الافتتاح الرسمي من قبل وزير التربية والتعليم والثقافة في ذلك الوقت الدكتور داويد يوسف. نجت مقتنيات متحف آتشيه التاريخية من زلزال وتسونامي عام 2004.